# Moszenki (roślina)

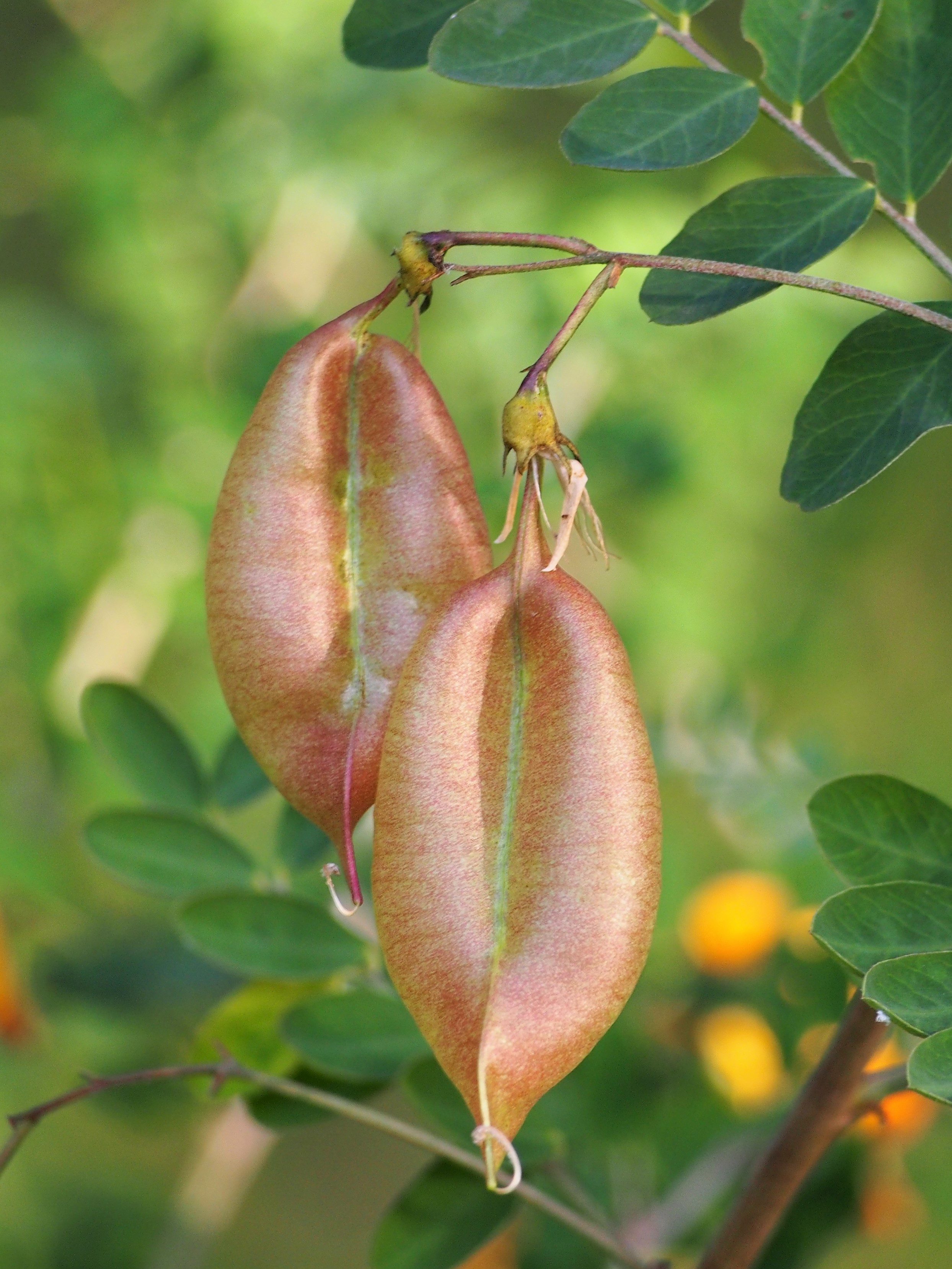
Owoce moszenek południowych

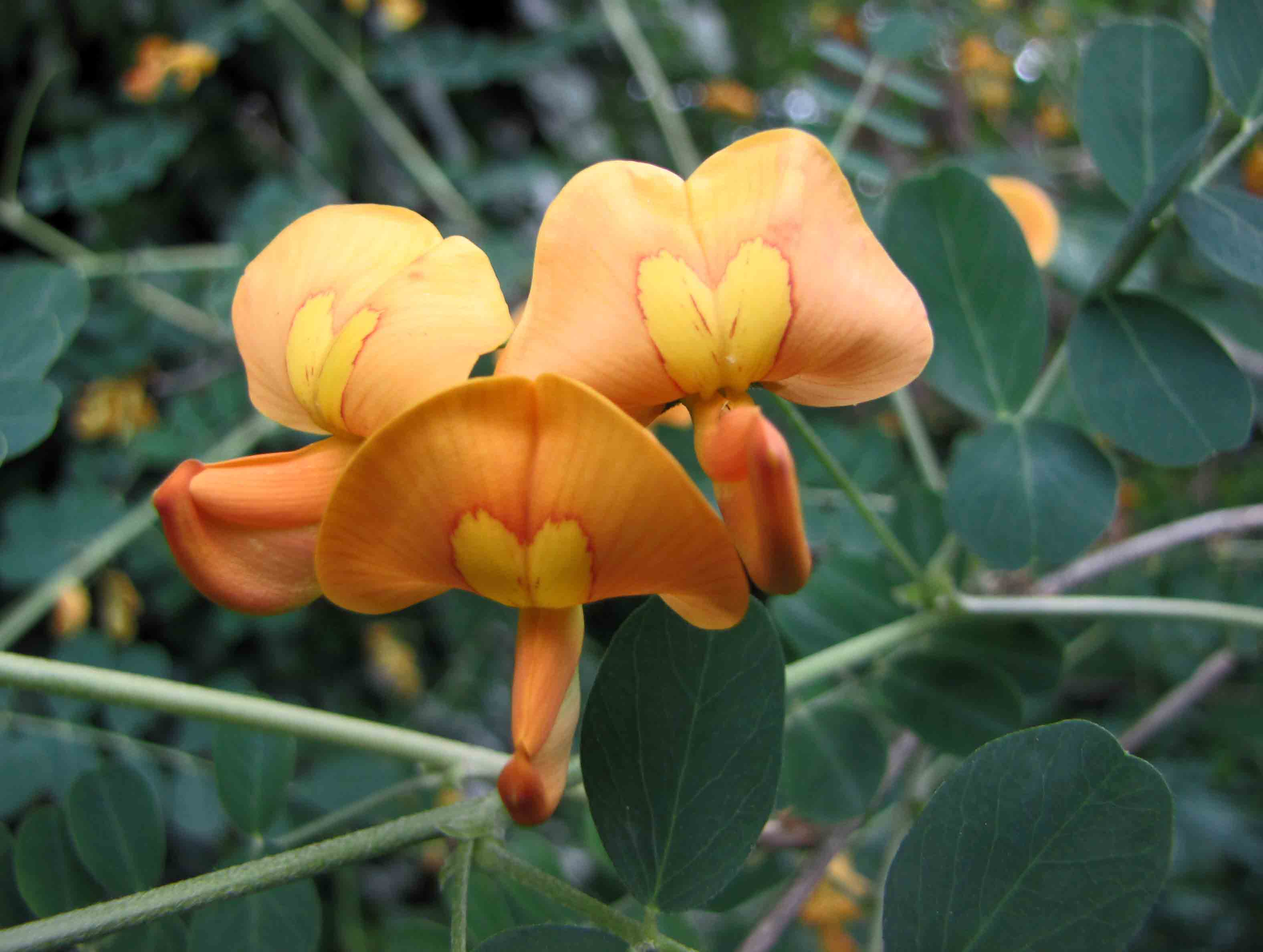
Moszenki pośrednie

Moszenki, truszczelina, kolutea (Colutea L.) – rodzaj roślin z rodziny bobowatych. Rodzaj ten obejmuje 28 gatunków. Występują one w basenie Morza Śródziemnego – w Europie południowej i północno-zachodniej Afryce, na Bliskim Wschodzie i  w rejonie Kaukazu, w Azji Środkowej, w Himalajach i zachodnich Chinach oraz na izolowanym obszarze we wschodniej Afryce. Rodzaj najbardziej zróżnicowany jest w Azji Środkowej. Są to krzewy zasiedlające zwykle suche siedliska, często na stokach wzgórz i gór, rosnące zarówno w formacjach trawiastych, jak i zaroślowych i leśnych.
Uprawiane są jako bardzo odporne krzewy ozdobne, głównie moszenki południowe C. arborescens i mieszańce tego gatunku z innymi. Dekoracyjne są kwiaty, a po kwitnieniu oryginalne, rozdęte owoce. Większe znaczenie mają na obszarach pod wpływem klimatu suchego, gdzie użytkowane są jako rośliny pastewne, istotne dla ochrony gleb przed erozją, sadzone w formie żywopłotów, użytkowane jest także ich drewno. W Polsce uprawiane są częściej tylko moszenki południowe C. arborescens, inne gatunki spotykane bywają niemal wyłącznie w kolekcjach.
Nazwa rodzajowa utworzona została z greckiej nazwy tych roślin.

## Morfologia
PokrójKrzewy do 5 m wysokości, o pędach zwykle cienkich i łukowato wygiętych, starsze pokryte włóknistą lub strzępiastą korą.
LiścieSezonowe, skrętoległe, u niektórych gatunków ze skróconymi międzywęźlami skupione w pęczkach (C. buhsei, C. gracilis), z drobnymi przylistkami. Blaszka nieparzystopierzasto złożona, przy czym listków jest od 3 do 13, rzadko do 19 (u C. istria). Listki są całobrzegie i naprzeciwległe, osiągają od 4–5 mm (u C. komarovii) do 3 cm długości (u C. arborescens).
KwiatyZebrane po kilka w grona wyrastające w kątach liści na długich osiach, z drobnymi podsadkami i przysadkami. Kwiaty motylkowe, zwykle żółte, rzadziej pomarańczowe lub czerwonobrązowe, często z plamkami i prążkami. Kielich dzwonkowaty, z 5 nierównymi ząbkami. Pręcików 10, z których 9 ma nitki zrośnięte, a jeden jest wolny. Słupek pojedynczy, z jednego owocolistka, z górną zalążnią, z cienką i wygiętą szyjką słupka zwieńczoną także haczykowato wygiętym znamieniem.
OwoceStrąki pęcherzasto rozdęte, o papierzastych ściankach, zamknięte lub otwierające się dwiema klapkami na szczycie. Zawierają liczne, drobne, nerkowate nasiona.

## Systematyka
Pozycja systematyczna
Jeden z rodzajów podplemienia Astragalinae z plemienia Galegeae z podrodziny bobowatych właściwych Faboideae w rodzinie bobowatych Fabaceae s.l.
Wykaz gatunków
- Colutea abyssinica Kunth & C.D.Bouché
- Colutea acutifolia Shap.
- Colutea afghanica Browicz
- Colutea arborescens L. – moszenki południowe, kolutea południowa
- Colutea armata Hemsl. & Lace
- Colutea armena Boiss. & A.Huet
- Colutea atabajevii B.Fedtsch. – moszenki Atabajewa
- Colutea atlantica Browicz
- Colutea brachyptera Sumnev.
- Colutea brevialata Lange
- Colutea buhsei (Boiss.) Shap. – moszenki Buzego
- Colutea cilicica Boiss. & Balansa – moszenki cylickie
- Colutea delavayi Franch.
- Colutea gifana Parsa
- Colutea gracilis Freyn & Sint. – moszenki drobnolistne
- Colutea insularis Browicz
- Colutea istria Mill. – moszenki istryjskie
- Colutea jamnolenkoi Shap.
- Colutea komarovii Takht.
- Colutea × media Willd. – moszenki pośrednie, truszczelina pośrednia
- Colutea melanocalyx Boiss. & Heldr. – moszenki czarnokielichowe
- Colutea multiflora Shap. ex Ali
- Colutea nepalensis Sims – moszenki nepalskie
- Colutea orientalis Mill. – moszenki wschodnie
- Colutea paulsenii Freyn
- Colutea persica Boiss. – moszenki perskie
- Colutea porphyrogramma Rech.f.
- Colutea triphylla Bunge ex Boiss.
- Colutea uniflora Beck ex Stapf
- Colutea × variabilis Browicz